# Lady L
Lady L ist eine britisch-französisch-italienische Filmkomödie aus dem Jahre 1965 von Peter Ustinov. Die große Starbesetzung umfasst Sophia Loren, Paul Newman und David Niven in den Hauptrollen. Die Geschichte basiert auf dem gleichnamigen Roman (1958) von Romain Gary.

## Handlung
Der Film erzählt seine Handlung überwiegend als Rückblende. Lady Louise Lendale hat ein aufregendes und sehr turbulentes Leben hinter sich gebracht. Zu ihrem 80. Geburtstag, den sie auf ihrem Schloss im britischen Yorkshire feiert, möchte sie eine Autobiographie herausgeben, die von dem schriftstellerisch begabten Sir Percy niedergeschrieben wird.
Louise entstammt einfachen Verhältnissen. Sie war Wäscherin auf Korsika, ehe sie nach Paris ging, um dort in einem Bordell als Prostituierte zu arbeiten. Sie lernt Armand kennen, einen verwegenen, jungen Mann mit langen Fingern und zahlreichen revolutionären Ideen im Kopf. Wenn er nicht gerade die Menschen bestiehlt, betätigt er sich als Anarchist und Bombenbastler. Sein nächstes Ziel ist der korpulente Prinz Otto von Bayern, der gerade in der Schweiz weilt. Bald darauf ist Louise von Armand, den sie anhimmelt, schwanger, und während Armand seinen anarchistischen Tagträumereien nachgeht, gibt sich Louise in einem feinen Hotel als verwitwete Gräfin aus. Hier lernt sie den vornehmen britischen Lord Lendale kennen, den sie aus Geldnot heraus auszurauben plant. Lord Lendale weiß von Louises Situation und ihrer Verbindung zu Armand. Und dennoch lässt er sich auf ihr Spiel ein. Er möchte die schöne Korsin unbedingt als Statussymbol zur Frau haben, sodass er Louise ein Geschäft vorschlägt: Wenn sie ihn heiratet, werde er, der über gute Beziehungen zur Staatsmacht verfügende Lord, sich darum kümmern, dass nach dem längst gefahndeten Armand kein Haar gekrümmt wird.
Um Armands Wahnsinnsplan eines politischen Mordes am bayerischen Erbprinz zu verhindern, hat Louise die Bombe, die in der Nähe von Prinz Otto deponiert werden soll, durch eine Attrappe ersetzt. Nun kann die einstige Wäscherin und Hure guten Gewissens den Heiratsantrag Lendales annehmen. Dennoch reißt der Kontakt zu Armand, der Liebe ihres Lebens, niemals ab. Ja, Louise benutzt sogar das Geld ihres gehörnten Gatten dazu, die anarchistischen Aktivitäten ihres Geliebten in Italien zu finanzieren. Als Louise die Sinnlosigkeit von Armands Umstürzlerexistenz erkennt, verlässt sie ihn und folgt ihrem Gatten nach England, um dort ihren gesellschaftlichen Pflichten als Lady Lendale nachzukommen.
Sir Percy hat alles notiert, da beginnt ihn am Ende seiner Aufzeichnungen eine Bemerkung von Lady L zu erschrecken. Sie sagt, dass sie auch nach ihrem Abgang nach Großbritannien niemals von Armand gelassen habe und dass all ihre Kinder, die sie zur Welt gebracht habe, mit ihrem Revoluzzer-Geliebten gezeugt wurden. Ihr formeller Gatte war sogar zu einem Arrangement bereit, nur um Lady L weiterhin als seine Gattin vorzeigen zu können: Louise heiratete in der Schweiz Armand, blieb aber an Lendales Seite als dessen offizielle Gemahlin. Um nach außen hin die ménage-à-trois glaubwürdig  erscheinen zu lassen, diente Armand fortan als der Familienchauffeur im Hause Lendale.

## Produktionsnotizen
Lady L entstand an mehreren europäischen Drehorten wie der Schweiz, London und Paris. Die Schlossaufnahmen in Yorkshire entstanden im Howard Castle. Der Film wurde am 25. November 1965 in London uraufgeführt. Die deutsche Erstaufführung fand am 17. Dezember 1965 statt.
Die Filmbauten schufen Jean d’Eaubonne und Auguste Capelier, die umfangreichen Kostüme Marcel Escoffier.

## Kritiken
The New York Times schrieb: „"Lady L" … ist ein Film von großem Witz, städtischer Eleganz und schnell getakteter Verrücktheit, eine charmante romantische Phantasie durchsetzt von Komödie. Aber es ist auch ein schockierender und verstörender Film, merkwürdig verrückt und makaber. Denn unterhalb diesem Komödienlevels befindet sich eine Form von Elend und ein Hauch von Tod. Diese zwei Spannungsfelder sind es, die "Lady L" mehr als zur üblich-interessanten Unterhaltung werden lassen.“
Der Movie & Video Guide fand: „Stars und Ausstattung sind elegant, aber diese schrullige Komödie … läuft ins Leere, trotz Ustinovs Drehbuch, Regie und Kurzauftritt“.
Halliwell‘s Film Guide urteilte: „Unglückseliger, schwerfälliger, stilloser Versuch alte Formen wiedererstehen zu lassen. gleichgültig obwohl teuer aufbereitet und dargestellt“.

„Eine in Tempo und Witz schleppende Star- und Ausstattungskomödie im romantisierten Bordellmilieu.“